# 卡琳娜·约根森
卡琳娜·约根森（丹麥語：Karina Jørgensen，1988年10月10日—），丹麦女子羽毛球運動員。

## 主要比賽成績
只列出曾進入準決賽的國際賽事成績：
| 年份   | 賽事                 | 公開賽級別 | 項目     | 成績   |
| ------ | -------------------- | ---------- | -------- | ------ |
| 2007年 | 歐洲青年羽毛球錦標賽 | 其他       | 混合團體 | 季軍   |
| 2007年 | 歐洲青年羽毛球錦標賽 | 其他       | 女子單打 | 冠軍   |
| 2010年 | 荷蘭羽毛球國際賽     | 國際挑戰賽 | 女子單打 | 冠軍   |
| 2010年 | 捷克羽毛球國際賽     | 國際挑戰賽 | 女子單打 | 冠軍   |
| 2010年 | 愛爾蘭羽毛球國際賽   | 國際系列賽 | 女子單打 | 亞軍   |
| 2011年 | 荷蘭羽毛球大獎賽     | 大獎賽     | 女子單打 | 準決賽 |
| 2011年 | 挪威羽毛球國際賽     | 國際挑戰賽 | 女子單打 | 準決賽 |

| 2007-2017年 | 首要超級賽 | 超級賽 | 黃金大獎賽 | 大獎賽 | 國際挑戰賽 | 國際系列賽 | 未來系列賽 | 其他 |